# Offshore-boring
Offshore-boring er en mekanisk proces hvorved der bores et borehul under havbunden. Der bores typisk for at lede efter, og efterfølgende udvinde, råolie som ligger indlejret i klippeformationer under havbunden. Typisk anvendes udtrykket til at beskrive olieboring på kontinentalsoklen, omend begrebet også kan bruges om boring i søer og indre have.
Offshore-boring medfører flere miljømæssige udfordringer, både offshore og onshore fra de producerede kulbrinte, og i flere lande raser der store debatter om deres konsekvenser for naturen.